# Arbat
Arbat (rusky Арбат) je ulice v centru Moskvy.
Současné ulici se též říká Starý Arbat, aby se odlišila od Nového Arbatu, který vznikl v 60. letech 20. století jako velká a široká velkoměstská třída s panelovými domy.
Ulice vznikla z obchodní cesty, vycházející z ruské metropole směrem na město Smolensk, poprvé je zmíněna v roce 1493. S touto třídou jsou spjati též Alexandr Sergejevič Puškin a Bulat Okudžava, kteří zde nějaký čas žili. V časech Perestrojky byla místem revoltující mládeže, dnes zde má význam turistický ruch a sídlí zde významné podniky.

## Odkaz